# Championnat de Papouasie-Nouvelle-Guinée de football 2015
Navigation
Édition précédente Édition suivante
La saison 2015 du Championnat de Papouasie-Nouvelle-Guinée de football est la neuvième édition de la National Soccer League, le championnat semi-professionnel de première division en Papouasie-Nouvelle-Guinée. 
Sept formations participent à la compétition, qui se déroule en deux phases :
- lors de la phase régulière, les équipes se rencontrent à deux reprises, à domicile et à l'extérieur.
- les quatre premiers à l'issue de la phase régulière disputent une phase finale, jouée sous forme de matchs à élimination directe pour déterminer le champion.

C'est le club de Lae City Dwellers FC qui est sacré champion cette saison après avoir battu le Madang FC lors de la finale. C'est le tout premier titre de champion de Papouasie-Nouvelle-Guinée de l'histoire du club.
Un véritable coup de tonnerre a lieu durant la phase finale puisque le PRK Hekari South United, tenant du titre depuis la mise en place du championnat en 2006, perd son trophée, après avoir perdu face au Madang FC en demi-finale. Le club parvient néanmoins à se qualifier pour la Ligue des champions d'Océanie puisque la Papouasie-Nouvelle-Guinée a droit à 2 représentants (le premier à l'issue de la phase régulière et le vainqueur du championnat).

## Les clubs participants
- PRK Hekari South United
- Besta PNG United FC
- FC Port Moresby
- Madang FC
- Admiralty Palaiau FC
- Lae City Dwellers FC
- Oro FC

## Compétition
Le classement est établi sur le barème de points suivant : victoire à 3 points, match nul à 1, défaite à 0.

### Phase régulière
| Rang | Équipe                   | Pts | J  | G | N | P | Bp | Bc | Diff |  | Résultats (▼ dom., ► ext.) | Hek | Oro | Lae | Gig | Adm | Bes | Eas |
| ---- | ------------------------ | --- | -- | - | - | - | -- | -- | ---- |  | -------------------------- | --- | --- | --- | --- | --- | --- | --- |
| 1    | PRK Hekari South UnitedT | 26  | 12 | 8 | 2 | 2 | 29 | 9  | +20  |  | PRK Hekari South UnitedT   |     | 3-1 | 0-1 | 8-1 | 3-0 | 1-0 | 1-2 |
| 2    | Lae City Dwellers FC     | 23  | 12 | 7 | 2 | 3 | 28 | 16 | +12  |  | Lae City Dwellers FC       | 0-3 |     | 2-2 | 3-2 | 2-1 | 6-0 | 1-0 |
| 3    | FC Port Moresby          | 21  | 12 | 6 | 3 | 3 | 20 | 18 | +2   |  | FC Port Moresby            | 0-0 | 2-1 |     | 1-1 | 0-3 | 1-3 | 3-0 |
| 4    | Madang FC                | 17  | 12 | 5 | 2 | 5 | 19 | 24 | -5   |  | Madang FC                  | 1-2 | 0-1 | 4-2 |     | 1-1 | 2-1 | 3-2 |
| 5    | Admiralty Palaiau FC     | 14  | 12 | 3 | 5 | 4 | 17 | 16 | +1   |  | Admiralty Palaiau FC       | 0-0 | 2-2 | 2-3 | 3-0 |     | 2-2 | 2-2 |
| 6    | Oro FC                   | 10  | 12 | 3 | 1 | 8 | 13 | 31 | -18  |  | Oro FC                     | 2-6 | 0-4 | 1-2 | 0-3 | 1-0 |     | 2-0 |
| 7    | Besta PNG United FC      | 7   | 12 | 2 | 1 | 9 | 13 | 25 | -12  |  | Besta PNG United FC        | 1-2 | 1-5 | 1-3 | 0-1 | 0-1 | 4-1 |     |

|  | Qualification pour la phase finale et la Ligue des champions de l'OFC 2016 |
|  | Qualification pour la phase finale                                         |
|  | T : Tenant du titre                                                        |

### Phase finale
|  | Demi-finales                                 | Demi-finales                       | Demi-finales                       | Demi-finales                       |                               |           | Finale                                       | Finale                                       | Finale                                       | Finale                                       |
|  |                                              |                                    |                                    |                                    |                               |           |                                              |                                              |                                              |                                              |
|  | 16 mai 2015, Laiwaden Oval, Madang           | 16 mai 2015, Laiwaden Oval, Madang | 16 mai 2015, Laiwaden Oval, Madang | 16 mai 2015, Laiwaden Oval, Madang |                               |           | 23 mai 2015, Sir Ignatus Kilage Stadium, Lae | 23 mai 2015, Sir Ignatus Kilage Stadium, Lae | 23 mai 2015, Sir Ignatus Kilage Stadium, Lae | 23 mai 2015, Sir Ignatus Kilage Stadium, Lae |
|  | PRK Hekari South United                      | PRK Hekari South United            | 2                                  | 2                                  |                               |           | 23 mai 2015, Sir Ignatus Kilage Stadium, Lae | 23 mai 2015, Sir Ignatus Kilage Stadium, Lae | 23 mai 2015, Sir Ignatus Kilage Stadium, Lae | 23 mai 2015, Sir Ignatus Kilage Stadium, Lae |
|  | PRK Hekari South United                      | PRK Hekari South United            | 2                                  | 2                                  |                               |           | 23 mai 2015, Sir Ignatus Kilage Stadium, Lae | 23 mai 2015, Sir Ignatus Kilage Stadium, Lae | 23 mai 2015, Sir Ignatus Kilage Stadium, Lae | 23 mai 2015, Sir Ignatus Kilage Stadium, Lae |
|  | Madang FC                                    | Madang FC                          | 3                                  | 3                                  |                               |           | 23 mai 2015, Sir Ignatus Kilage Stadium, Lae | 23 mai 2015, Sir Ignatus Kilage Stadium, Lae | 23 mai 2015, Sir Ignatus Kilage Stadium, Lae | 23 mai 2015, Sir Ignatus Kilage Stadium, Lae |
|  | Madang FC                                    | Madang FC                          | 3                                  | 3                                  | Madang FC                     | Madang FC | 1                                            | 1                                            |                                              |                                              |
|  | 16 mai 2015, Laiwaden Oval, Madang           |                                    |                                    |                                    | Madang FC                     | Madang FC | 1                                            | 1                                            |                                              |                                              |
|  |                                              |                                    | Lae City Dwellers FC               | Lae City Dwellers FC               | 5                             | 5         |                                              |                                              |                                              |                                              |
|  | Lae City Dwellers FC                         | Lae City Dwellers FC               | Lae City Dwellers FC               | Lae City Dwellers FC               | 5                             | 5         | 3                                            | 3                                            |                                              |                                              |
|  | Lae City Dwellers FC                         | Lae City Dwellers FC               |                                    |                                    |                               |           |                                              | 3                                            |                                              |                                              |
|  | Port Moresby FC                              | Port Moresby FC                    | 1                                  | 1                                  |                               |           |                                              |                                              |                                              |                                              |
|  | Port Moresby FC                              | Port Moresby FC                    | 1                                  | 1                                  | Match pour la troisième place |           |                                              |                                              |                                              |                                              |
|  |                                              |                                    |                                    |                                    |                               |           |                                              |                                              |                                              |                                              |
|  | 23 mai 2015, Sir Ignatus Kilage Stadium, Lae |                                    |                                    |                                    |                               |           |                                              |                                              |                                              |                                              |
|  | PRK Hekari South United                      | PRK Hekari South United            | 3                                  | 3                                  |                               |           |                                              |                                              |                                              |                                              |
|  | PRK Hekari South United                      | PRK Hekari South United            | 3                                  | 3                                  |                               |           |                                              |                                              |                                              |                                              |
|  | Port Moresby FC                              | Port Moresby FC                    | 0                                  | 0                                  |                               |           |                                              |                                              |                                              |                                              |
|  | Port Moresby FC                              | Port Moresby FC                    | 0                                  | 0                                  |                               |           |                                              |                                              |                                              |                                              |

## Bilan de la saison
| Championnat de Papouasie-Nouvelle-Guinée de football 2015 |                                  |
| Champion                                                  | Lae City Dwellers FC (1er titre) |
| Coupes et trophées                                        |                                  |
| Vainqueur de la Coupe de Papouasie-Nouvelle-Guinée 2015   | Non disputée                     |
| Qualifications continentales                              |                                  |
| Ligue des champions de l'OFC 2016                         | PRK Hekari South United          |
| Ligue des champions de l'OFC 2016                         | Lae City Dwellers FC             |
| Promotions et relégations                                 |                                  |
| Promus en National Soccer League                          | Aucun                            |
| Relégués                                                  | Aucun                            |